# Río Umba
El Umba (en ruso: Умба) es un río de la península de Kola, en el óblast de Múrmansk, Rusia. Desemboca en el Golfo de Kandalaksha del Mar Blanco. Tiene una longitud de 123 kilómetros y una cuenca hidrográfica de 6.250 kilómetros cuadrados.

## Geografía
El río nace en el lago Umbozero, a 100 km al noreste de Kandalaksha, situado entre las montañas del macizo de Jibiny y las tundras de Lovozero, en la península de Kola. Desde allí fluye hacia el sur, a través de un paisaje de bosques y colinas. El río alterna entre rápidos y tramos más tranquilos, y atraviesa varios lagos, el mayor de los cuales es el lago Kanozero.
El río sale del lago Kanozero a través de dos canales de salida separados por unos cinco kilómetros. Las salidas se denominan Kitsa y Rodvinga, y este último vuelve a dividirse formando otro canal llamado Nizma. El Kitsa y el Rodvinga se unen en el lago Ponchozero, por debajo del cual el río vuelve a llamarse Umba, y se vuelve a unir con el Nizma unos kilómetros más abajo.
El río desemboca en el golfo de Kandalaksha en el asentamiento de tipo urbano de Umba .
Su mayor afluente es el Vyala, que proviene del lago Vyalozero y se une al Umba 15 km antes de la salida al mar.

## Pesca

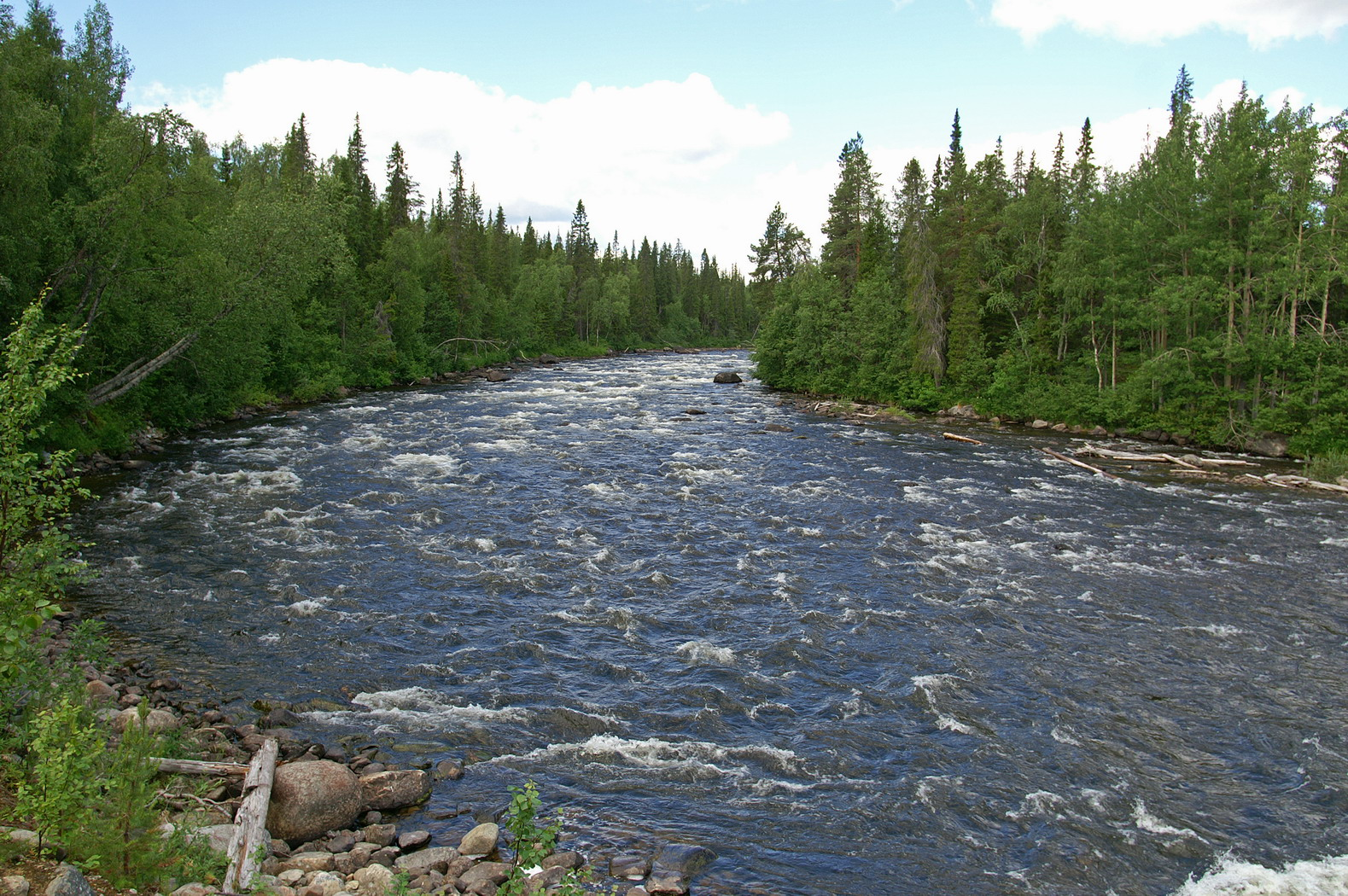

El Umba es conocido como un río muy bueno para la pesca del salmón. Junto con el Varzuga, fue el primer río de la península de Kola que se habilitó para el turismo de pesca para clientes extranjeros a principios de la década de 1990, y a lo largo del río se han construido infraestructuras como albergues para la pesca.
Sin embargo, en los últimos años el número de salmones ha disminuido, como consecuencia de la caza furtiva por parte de la población local, causada por una tasa de desempleo de un asombroso 90% en el centro municipal de Umba, y agravada por el hecho de que las carreteras transitables recorren toda la longitud del río, haciéndolo fácilmente accesible.

## Otros usos
El Umba también se utiliza para transportar madera .
Las piedras semipreciosas que se encuentran en el río Umba se utilizan para hacer joyas muy raras y de alta calidad.